# Hans Crispin
Hans Fredrik Adrian Crispin, född 17 april 1959 i Stockholm, är en svensk inspelningsledare, författare, producent, skådespelare och programledare på TV4.
Crispin genomgick en helikopterpilotutbildning 1978 i USA. Han fortsatte sedan studierna på Europafilm 1981-1983 där han studerade film och videofotografi. 
1986 startade han företaget Second Unit AB som kom att göra ett hundratal produktioner för TV4 under 1990-talet.
Han träffade Mikael Dubois i mitten på 1980-talet och tillsammans bildade de duon Angne & Svullo (1988).
Han har skrivit och medverkat i femtiotalet sketcher i olika program i Sveriges Radio P3 samt skrivit hundratalet sketcher för TV och medverkat i många. Han har producerat över 250 TV-program på TV4 såsom Gladiatorerna, Fyrverkeri-VM och Nyårsmagi med Joe Labero.
2010 gick Second Unit AB upp i The Chimney Pot Sverige AB där Hans Crispin fortsätter att verka som teknisk chef för distributionen av digitala medier.
2012 berättade Crispin att han lider av Parkinsons sjukdom.
28 maj 2025 avslöjade Icon Magazine och Kulturnyheterna att Crispin hade stulit en arbetskopia(en) av den mytomspunna outgivna filmen The Day the Clown Cried när han jobbade på Europafilm. 17 juni rapporterade SVT att han hade sålt sin kopia av filmen.